# (473030) 2015 HB69
(473030) 2015 HB69 es un asteroide perteneciente al cinturón de asteroides, descubierto el 20 de abril de 2004 por el equipo del Spacewatch desde el Observatorio Nacional de Kitt Peak, Arizona, Estados Unidos.

## Designación y nombre
Designado provisionalmente como 2015 HB69.

## Características orbitales
2015 HB69 está situado a una distancia media del Sol de 3,111 ua, pudiendo alejarse hasta 3,681 ua y acercarse hasta 2,540 ua. Su excentricidad es 0,183 y la inclinación orbital 13,53 grados. Emplea 2004 días en completar una órbita alrededor del Sol.

## Características físicas
La magnitud absoluta de 2015 HB69 es 16,4.